# Потрясовка (Брянская область)
Потрясовка — деревня в Ду́бровском районе Брянской области, в составе Дубровского городского поселения. Население — 117 человек (2010).
Упоминается с середины XX века; до 2005 года входила в Давыдченский сельсовет.
| Годы      | 1979 | 1989 | 2002 | 2010 |
| --------- | ---- | ---- | ---- | ---- |
| Население | 127  | 88   | 50   | 117  |